# 아이패드 프로 (5세대)
아이패드 프로(iPad Pro)는 2021년 4월 20일에 발표되었다. 아이패드 프로 4세대와 마찬가지로 화면 크기를 11인치(약 28cm)와 12.9인치(약 33cm)중에 선택할 수 있다. 미니 LED를 최초로 탑재한 Liquid Retina XDR 디스플레이를 공개하였다. 또한 맥북에 들어가는 애플 M1 칩이 탑재되었고, 썬더볼트4 및 5G 통신기술도 탑재하였다.
트리플 카메라를 지원하며, 광각, 초광각, 라이다 스캐너를 탑재했다.

## 특징

#### 하드웨어

##### 애플 M1 칩
아이패드 프로 5세대에는 지난(2020년) 11월에 공개되었던 애플M1 칩이 탑재되어있다. 기존 아이패드 프로 4세대 대비 CPU 50%, GPU 40% 성능 향상이 예상된다.

Liquid Retina XDR 디스플레이
12.9형 아이패드 프로 기종에는 10000여개의 미니 LED를 탑재하고 LED를 4개씩 묶어 2500여개의 로컬 디밍을 지원하는 XDR 디스플레이가 탑재되었다. 이에 따라 기본 상태(SDR)에서 600니트 최대 밝기, 1000니트 최대 전체 화면 밝기, HDR 상태에서 1600니트 최고 밝기를 지원한다.

Thunderbolt3 / USB 4
탑재된 SoC 칩 애플 M1에 Thunderbolt 컨트롤러가 내장됨에 따라 애플 iPad 최초로 썬더볼트를 지원한다.

## 같이 보기
- 펜 컴퓨팅
- 그래픽 태블릿
- 애플 M1